# Romsey
Romsey – miasto w Wielkiej Brytanii, w Anglii, w hrabstwie Hampshire. W 2001 r. miasto to zamieszkiwało 15 000 osób.